# Franc II. Batthyány
Grof Franc II. Batthyány (* 1577; † 13. september 1625) je bil ogrski plemič iz magnatske rodbine Batthyány. Bil je lastnik gospostev na območju, ki se raztezajo po južnem Gradiščanskem ter delih sosednje Madžarske in Slovenije.

## Življenje
Franc Batthyány je bil edini sin Baltazarja III. Batthyányija in grofice Doroteje Zrinski. Sprva je odraščal v Gisingu in kasneje  kot plemiški fant na dvoru cesarja Rudolfa II. v Pragi od leta 1603 povzdignjen v barona. Bil je komornik cesarja Rudolfa II., Matije in Ferdinand II., kraljevi vrhovni konjuški mojster (nagrajen 1608) in nadžupan (podeljen 1609)  Županije Šopron.

Batthyány je bil najvišji armadni stotnik v  Gornji Ogrski. Med Avstrijsko turško vojno se je Batthyány boril na strani Habsburške monarhije leta 1593 pri  Esztergomu, leta 1595 pri Stolnem Belem gradu in leta 1602 pri Veliki Kaniži proti Osmanom. Za svoje zasluge v tej vojni je bil leta 1603 povišan v naziv grofa. Leta 1605 so Turki vdrli na območje gospostva Batthyányja, opustošili deželo in odpeljali dele prebivalstva v ujetništvo. Batthyány je takrat branil svoje ozemlje in od cesarja Rudolfa II. prejel gospostvo Körmend.

Leta 1607 se je poročil z Evo Poppel - Lobkowitz v Dobri (Neuhaus) na Gradiščanskem (ca. 1585–1640). S to poroko je prišel v posest gospostva Dobra, Monošter, Rakičan in Bicske. Z ženo je živel v Gisingu in imel z njo tri sinove in tri hčere. Najstarejši sin Baltazar (* 1607 ali 1608) je umrl star 14 let. Ádám je nasledil Franca Batthyányja kot lastnik gospoščine in  kot gospodar v času Protireformacije odigral pomembno vlogo na svojem območju. Najmlajši sin Gabrijel (* 1623) je umrl star le 11 mesecev. Hčere so bile Marija Magdalena († 1664), ki se je prvič poročila z grofom Ladislavom Csákyjem, Elisabeta je postala žena grofa Jurija Erdődya, in Barbara se je poročila z mladim grofom Forgačem.
Ob kronanju Ferdinanda II. za kralja  Ogrske leta 1618 je Batthyány nosil meč Svetega Štefana.

Leta 1620 se je v protihabsburški vstaji proti cesarju Franc Batthyány, ki je bil kalvinist, boril na strani Madžarov in protestanta Gabrijela Bethlena. Videl je, da je verska svoboda ogrožena in je v spopade celo pritegnil turške pomožne sile iz Kaniže. Po Mikulovskem miru je nadškof Esztergoma postal Péter Pázmány, ki je bil z Batthyányjem v prijateljskih odnosih, in dosegel, da je bil Batthyány spet sprejet v cesarjevo milost.

Franc Batthyány je bil vse življenje zaščitnik protestantov. Umrl je 13. septembra 1625 v Schlainingu, hrvaško Solunaku .

## Spletne povezave
- Družinska zgodovina 17. stoletja Arhivirano 2011-04-07 na Wayback Machine. iz spletne strani družine Batthyány